# Manuel Maierhofer
Manuel Maierhofer (ur. 17 grudnia 1992 w Bressanone) – włoski kombinator norweski, medalista mistrzostw świata juniorów.

## Kariera
Po raz pierwszy na arenie międzynarodowej Manuel Maierhofer pojawił się 3 marca 2007 roku w Toblach, gdzie w zawodach juniorskich zajął 24. miejsce w zawodach metodą Gundersena. W 2010 roku wystartował na mistrzostwach świata juniorów w Hinterzarten, gdzie zajął 40, miejsce w zawodach indywidualnych. Jeszcze dwukrotnie startował na imprezach tego cyklu, najlepsze wyniki osiągając podczas MŚJ w Erzurum w 2012 roku, gdzie indywidualnie był jedenasty, a w sztafecie wywalczył srebrny medal. W sezonie 2011/12 zwyciężył w klasyfikacji generalnej cyklu Alpen Cup, sześciokrotnie zajmował miejsca na podium, z czego dwa razy wygrał, trzy razy był drugi i raz trzeci.
W Pucharze Świata zadebiutował 12 stycznia 2013 roku w Chaux-Neuve, zajmując 44. miejsce w Gundersenie. Jak dotąd nie zdobył pucharowych punktów.

### Mistrzostwa świata juniorów
| Miejsce | Dzień       | Rok  | Miejscowość  | Konkurencja           | Wynik zwycięzcy | Strata  | Zwycięzca           |
| ------- | ----------- | ---- | ------------ | --------------------- | --------------- | ------- | ------------------- |
| 40.     | 27 stycznia | 2010 | Hinterzarten | Gundersen HS106/5 km  | 12:55,4         | +2:48,6 | Junshirō Kobayashi  |
| 29.     | 27 stycznia | 2011 | Otepää       | Gundersen HS100/10 km | 26:37,7         | +3:18,2 | Johannes Rydzek     |
| 25.     | 29 stycznia | 2011 | Otepää       | Gundersen HS100/5 km  | 12:44,5         | +2:21,8 | Marjan Jelenko      |
| 17.     | 22 lutego   | 2012 | Erzurum      | Gundersen HS109/10 km | 26:50,8         | +1:09,7 | Mattia Runggaldier  |
| 2.      | 24 lutego   | 2012 | Erzurum      | Sztafeta HS109/4x5 km | 51:16,9         | +14,1   | Austria             |
| 11.     | 25 lutego   | 2012 | Erzurum      | Gundersen HS109/5 km  | 12:52,9         | +29,3   | Øystein Granbu Lien |

### Puchar Świata

#### Miejsca w klasyfikacji generalnej
- sezon 2011/2012: niesklasyfikowany
- sezon 2012/2013: niesklasyfikowany
- sezon 2013/2014: niesklasyfikowany
- sezon 2014/2015: niesklasyfikowany
- sezon 2015/2016: niesklasyfikowany
- sezon 2016/2017: niesklasyfikowany
- sezon 2017/2018: niesklasyfikowany
- sezon 2018/2019: niesklasyfikowany
- sezon 2019/2020: niesklasyfikowany

#### Miejsca na podium chronologicznie
Jak dotąd Maierhofer nie stawał na podium indywidualnych zawodów Pucharu Świata.

### Puchar Kontynentalny

#### Miejsca w klasyfikacji generalnej
- sezon 2009/2010: niesklasyfikowany
- sezon 2010/2011: niesklasyfikowany
- sezon 2011/2012: 59.
- sezon 2012/2013: 33.
- sezon 2013/2014: 63.
- sezon 2014/2015: 82.
- sezon 2015/2016: 28.
- sezon 2016/2017: 26.
- sezon 2017/2018: 44.
- sezon 2018/2019: 50.
- sezon 2019/2020: 28.

#### Miejsca na podium chronologicznie
Jak dotąd Maierhofer nie stawał na podium indywidualnych zawodów Pucharu Kontynentalnego.

### Letnie Grand Prix

#### Miejsca w klasyfikacji generalnej
- 2012: 56.
- 2013: niesklasyfikowany
- 2014: niesklasyfikowany
- 2015: niesklasyfikowany
- 2016: nie brał udziału
- 2017: niesklasyfikowany

#### Miejsca na podium chronologicznie
Jak dotąd Maierhofer nie stawał na podium indywidualnych zawodów LGP.

### Alpen Cup

#### Miejsca w klasyfikacji generalnej
- sezon 2008/2009: niesklasyfikowany
- sezon 2009/2010: 38.
- sezon 2010/2011: 32.
- sezon 2011/2012: 1.

#### Miejsca na podium w konkursach indywidualnych Alpen Cup chronologicznie
| Nr | Data                | Miejscowość    | Konkurencja           | Wynik zwycięzcy | Pozycja | Strata | Zwycięzca          |
| -- | ------------------- | -------------- | --------------------- | --------------- | ------- | ------ | ------------------ |
| 1. | 10 września 2011    | Winterberg     | Gundersen HS87/10 km  | 22:38,8         | 2.      | +1,2   | Paweł Słowiok      |
| 2. | 2 października 2011 | Oberwiesenthal | Gundersen HS102/5 km  | 11:07,4         | 2.      | +2,2   | Philipp Orter      |
| 3. | 18 grudnia 2011     | Ramsau         | Gundersen HS98/5 km   | 12:26,4         | 1.      | -      | -                  |
| 4. | 4 lutego 2012       | Kranj          | Gundersen HS109/10 km | 28:24,3         | 2.      | +19,2  | Alexander Brandner |
| 5. | 3 marca 2012        | Chaux-Neuve    | Gundersen HS118/10 km | 26:53,0         | 1.      | -      | -                  |
| 6. | 4 marca 2012        | Chaux-Neuve    | Gundersen HS118/5 km  | 11:51,9         | 3.      | +4,0   | Philipp Orter      |